# Estación Soledad (Chile)
Soledad fue una estación de ferrocarril que se hallaba en pleno Desierto de Atacama en la Región de Tarapacá de Chile. Fue parte del Longitudinal Norte y actualmente se encuentra inactiva.

## Historia
La estación fue construida como parte del ferrocarril Longitudinal Norte, el cual inició sus obras en 1911 y fue entregado para su operación en el tramo Pintados-Baquedano en junio de 1913. En el proyecto original de 1910, que proyectaba el trazado más hacia el oeste y conectar con el Ferrocarril Salitrero de Tarapacá en La Granja en vez de Pintados, también estaba contemplada una detención —denominada «Paradero del Monte de Soledad»— en el sector de Challacollito y al sur de Ramaditas. Según Santiago Marín Vicuña la estación se encontraba ubicada a una altitud de 818 m s. n. m.
La estación aparece consignada en mapas oficiales de 1929, sin embargo ya no es mencionada en publicaciones turísticas de 1949 y mapas de 1960, lo que da cuenta de su cierre en décadas anteriores.
La estación ya se encontraba cerrada cuando finalizó el transporte de pasajeros en la antigua Red Norte de la Empresa de los Ferrocarriles del Estado en junio de 1975, sin embargo fue suprimida de manera oficial el 15 de enero de 1979. Las vías del Longitudinal Norte fueron traspasadas a Ferronor y privatizadas, mientras que la estación fue abandonada y solamente quedan algunas ruinas. Actualmente el asentamiento ubicado en el entorno de la estación es definido por el Instituto Nacional de Estadísticas como un centro de producción.